# Горња Радгона
Горња Радгона (словен. Gornja Radgona) је насеље и управно средиште истоимене општине Горња Радгона, која припада Помурској регији у Републици Словенији.
По попису становништва из 2011. године, насеље Горња Радгона имало је 3.159 становника.